# Pavel Dobeš
Pavel Dobeš (* 22. března 1949 Frýdek-Místek) je český folkový písničkář, jeden z protagonistů ostravské folkařské tradice.

## Osobní život
Jeho otec byl krejčí, matka servírka. Narodil se v porodnici ve Frýdku a první roky života prožil ve Frýdlantu nad Ostravicí. V jeho deseti letech se s rodinou přestěhovali do Ostravy. 6 let se učil hrát na akordeon. Vystudoval střední průmyslovou školu elektrotechnickou. Původním povoláním je provozní elektromontér, vystřídal však řadu dalších profesí, např. strojník, dělník u vysokých pecí, technický referent, energetik, pomocný skladový dělník, elektrikář.
V polovině 80. let se usadil v Hradci Králové, kde žije dodnes. Je 3× rozvedený, z prvních dvou vztahů má děti Petra (1971), Šárku (1973) a Alexandra (1983), ze třetího manželství s inženýrkou chemičkou-analytičkou Danou (brali se v roce 1988) syna Matěje (1989) a dceru Apolenu. V roce 2005 mu partnerka Vladimíra Kopczyková porodila syna Jakuba, o tři roky později přibyl syn Ondřej. Celkový počet jeho potomků je nejistý; v roce 2013 v České televizi v pořadu Všechnopárty i na televizi Prima v pořadu Show Jana Krause zmínil číslo devět.

## Hudební vývoj
V 60. letech 20. století začínal v ostravském bigbítu. Postupně se přeorientoval na finančně méně náročnou country a folkovou hudbu (B-komplex, později Minimum). Jako folkař se etabloval prvním vystoupením na festivalu Folkový kolotoč v roce 1983, to už měl na kontě svůj první velký hit Jarmila (1981). Pro svůj satirický pohled na každodenní realitu se však stal nepohodlným pro ostravské komunistické vedení, které mu v polovině 80. let znemožnilo v Ostravě dále působit. Víceméně náhodou se roku 1985 uchytil v Hradci Králové, kde již zůstal.
U Pavla Dobeše dominuje vlastní tvorba, interpretovaná za doprovodu akustické kytary, převážně dvanáctistrunné. Písně jsou melodicky i harmonicky většinou jednoduché, nebývají ale úplně triviální. Podstatný je vždy text, v raném období typicky zpívaný s ostravským přízvukem a výrazivem. Tematika je různá, od romantiky a dobrodružství přes tragikomické historky ke společenské kritice, podávané se svéráznou poetikou. Často svá vystoupení prokládal mluveným humorem („dopisy diváků“).
Dobeš si zvykl vystupovat s druhým kytaristou, v minulosti to byl Miloš Dvořáček, který oživoval atmosféru koncertů výraznou gestikulací a hudebními groteskami, později se jeho hudebním partnerem stal Tomáš Kotrba. Počátkem 90. let navázal uměleckou spolupráci s Jarkem Nohavicou, napsali a nahráli spolu hit Černe papirove boty (Až to se mnu sekne). Pak ale jejich přátelství ztroskotalo, podle Dobeše Nohavicovou vinou.

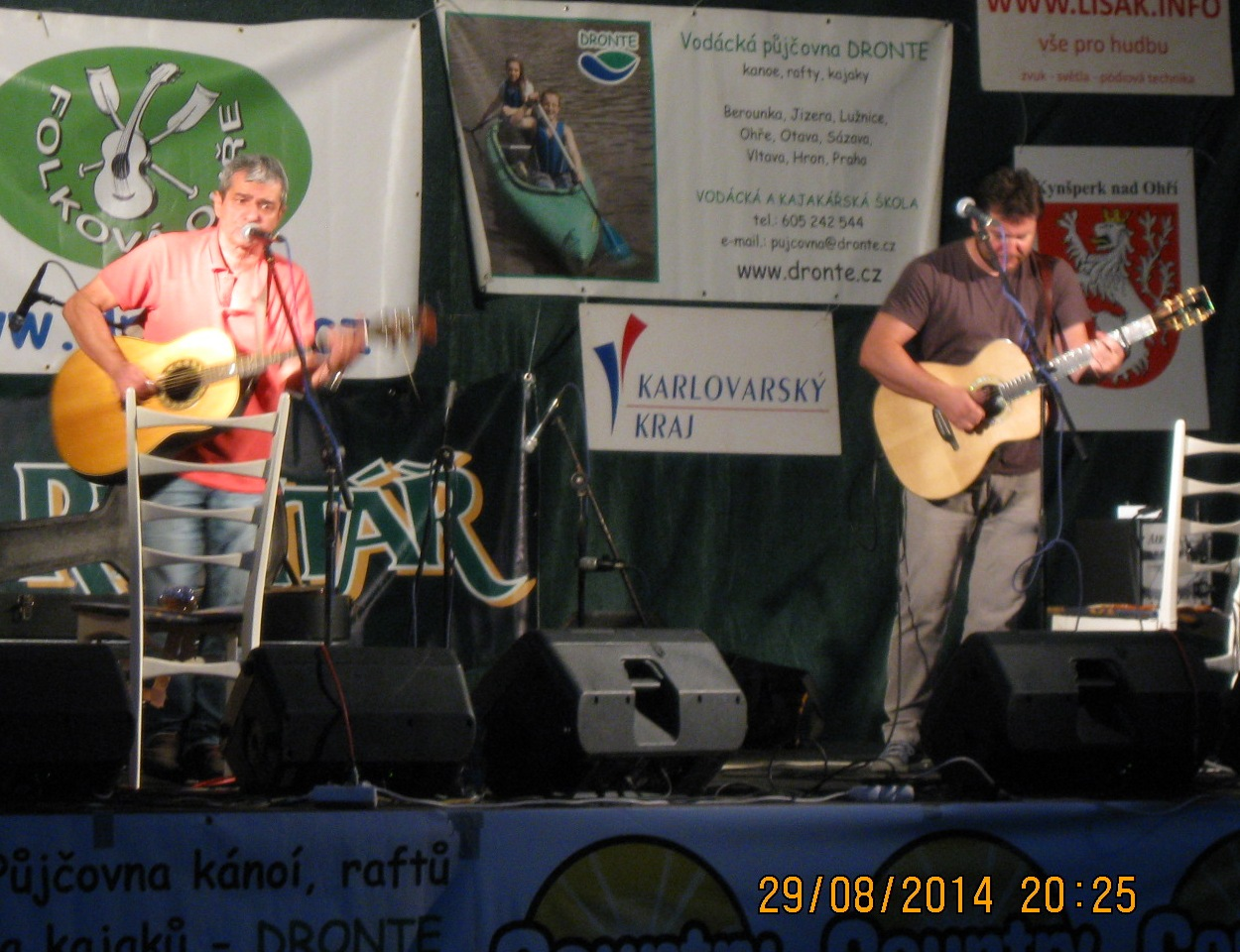
Na Folkové Ohři 2014 s Tomášem Kotrbou

Koncertní činnost ukončil v květnu 2023.

## Politická angažovanost
V roce 2002 kandidoval do Senátu v roce 2002 v Ostravě – na kandidátce Balbínovy poetické strany.
V roce 2004 kandidoval za Stranu zelených do Evropského parlamentu a do Zastupitelstva Královéhradeckého kraje. V říjnu 2008 kandidoval neúspěšně do Senátu také za Stranu zelených Ve volebním obvodě č. 45 – Hradec Králové nepostoupil do druhého kola, když v 1. kole získal jen 5,45 % hlasů, tedy nejmenší podporu ze všech kandidujících.

## Výběr písní
- Blažek
- Hluchoněmá zem
- Hrušky
- Jarmila
- Jumbo jet
- Kominík
- Kostelíček
- Nashville
- Něco o lásce
- Oko ztratíš ve chvíli, kdy pracuješ bez brýlí
- O Pilníku, Svidříku, Vénovi a Hedvice
- Pražce
- Puerto Montt
- Skupinové foto
- Vendelín Prouza
- Zpátky do trenek
- Zum, zum (II)

## Diskografie
- 1988 Něco o lásce – Panton, EP

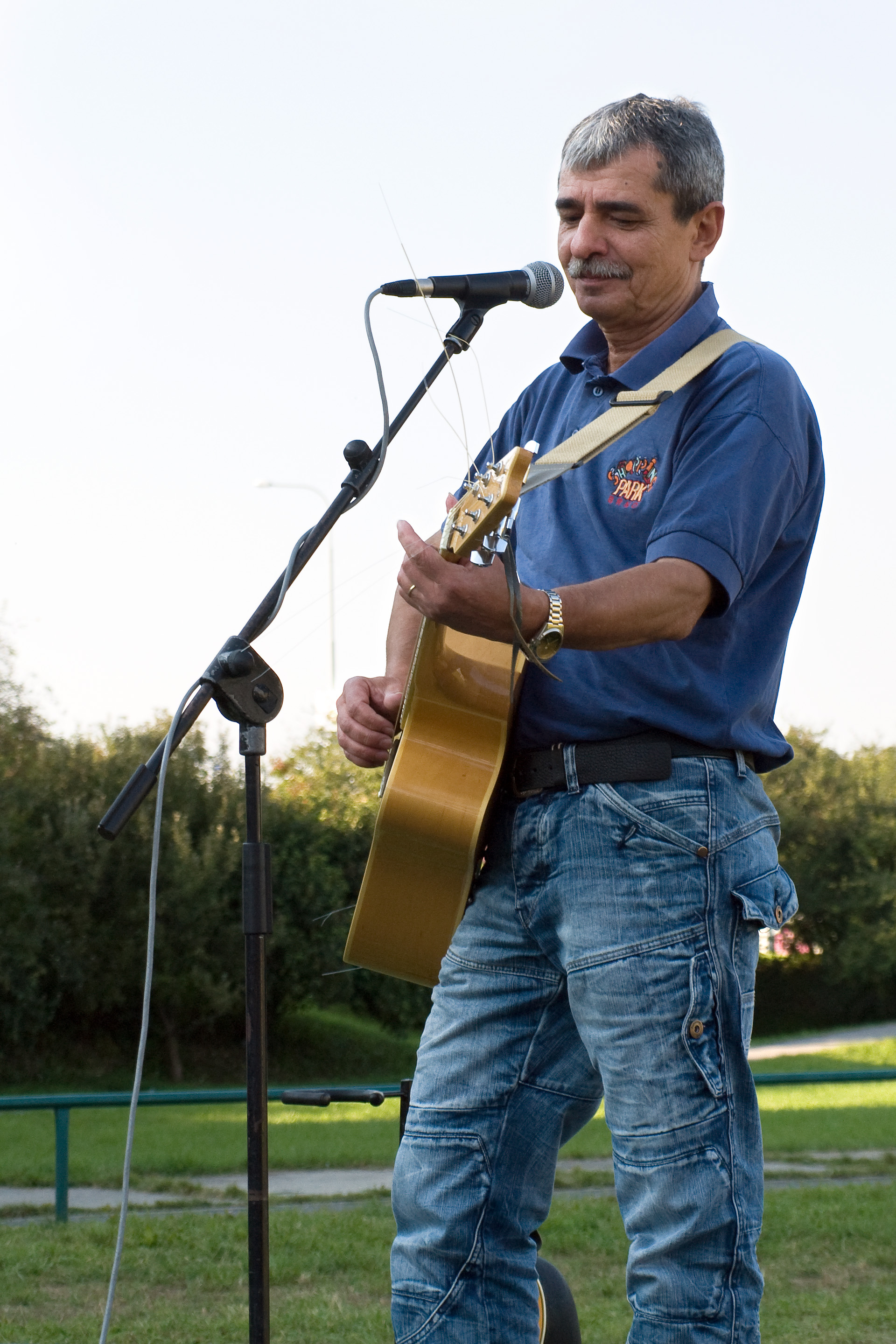
Pavel Dobeš při vystoupení (září 2010)

- 1989 Skupinové foto – Panton 81 0797–2 311, LP
- 1989 Zapomenutý trumf - Panton
- 1990 Zátiší s červy – Panton 81 0935–2 311, LP
- 1992 Zpátky do trenek – EMI EAN 8590166008528 – CD, LP, CD
- 1993 Pavel Dobeš – Live – Monitor, MC, LP, CD
- 1995 Něco o Americe – EMI EAN 8590166034329 – CD, CD
- 1997 Průzkumný let – EMI EAN 724385 755422, CD
- 1999 Komplet 1987–1992 – Sony Music, 2CD
- 2001 K svátku – EMI EAN 724353 601720 – CD, MC, CD
- 2002 Zum, zum, zum – EMI EAN 724354 377426, CD (patnáctiletý výběr)
- 2006 Banány – EMI EAN 094637 673324, CD
- 2008 Platinum Collection – EMI EAN 509921 676420, 3CD
- 2012 Koncert 1984

## Zahraniční koncerty
Seznam zahraničních koncertů od roku 1989:
- 1989 Vratislav
- 1992 Lucern, Basilej, Bern, Curych
- 1993 Vancouver, Kelowna, Calgary, Edmonton
- 1998 Chicago
- 2000 Sydney
- 2002 Varšava
- 2013 Brusel

## Knižní publikace
- Pavel Dobeš: Sedí Toník na verpánku, vydalo nakladatelství Pear Hradec Králové v roce 1992 (leporelo)
- Pavel Dobeš: Něco o Americe, vydalo nakladatelství Pear Hradec Králové v roce 1995 (kniha je k stáhnutí na jeho webu)
- Zpátky do trenek; velký zpěvník Pavla Dobeše, vydalo nakladatelství Music Cheb v roce 1996, ISBN 80-85925-08-7